# حمد الجهیم
حمد الجهیم (عربی: حمد الجهيم؛ زادهٔ ۱۲ اکتبر ۱۹۸۷) یک ورزشکار اهل عربستان سعودی است.
از باشگاه‌هایی که در آن بازی کرده‌است می‌توان به باشگاه فوتبال الفتح عربستان سعودی و باشگاه فوتبال الرائد عربستان سعودی اشاره کرد.